# Meteorologiåret 1862

## Händelser

### Januari
- 9-12 januari - Efter att ett fyra veckor långt regnväder satt igång den 24 december 1861 inträfar stora översvämningar i Kalifornien, USA.[1]

### Maj
- 25 maj – Stora hagelkorn faller över Minnesota, USA.[2]

### December
- 6 december - Stormar i Yarmouth i Nova Scotia blåser ner byggnader på Alma Street.[3]

### Okänt datum
- Nederbörd börjar mätas i Jokkmokk, Sverige.[4]

## Födda
- Vilhelm Bjerknes, norsk fysiker och meteorolog [5].

## Avlidna
- 21 december – Karl Kreil, österrikisk meteorolog.
- 30 juli – Thomas Stewart Traill, skotsk meteorolog.

### Fotnoter
1. ↑  ”Historic Rainstorms in California”. California Department of Water Resources. Arkiverad från originalet den 24 augusti 2007. https://web.archive.org/web/20070824231703/http://fpmtaskforce.water.ca.gov/Historical%20Events/Historical%20Events.PPT. Läst 23 oktober 2007.
2. ↑  This Day in Weather History - May Arkiverad 16 juli 2010 hämtat från the Wayback Machine.
3. ↑  ”Dan, Dan the Weatherman's Canadian Weather Trivia Page”. Arkiverad från originalet den 9 september 2013. https://web.archive.org/web/20130909001246/http://www.dandantheweatherman.com/cantriv.html. Läst 23 februari 2011.
4. ↑  SMHI
5. ↑  MET